# Tafallia
Tafallia är ett släkte av urinsekter. Tafallia ingår i familjen Hypogastruridae.
Kladogram enligt Catalogue of Life:
| Tafallia | \| \| Tafallia insularis \| \| \| \| \| \| Tafallia robusta \| \| \| \| |
|          | \| \| Tafallia insularis \| \| \| \| \| \| Tafallia robusta \| \| \| \| |
|          | Tafallia insularis                                                      |
|          |                                                                         |
|          | Tafallia robusta                                                        |
|          |                                                                         |